# Nongo (Burkina Faso)
Pour les articles homonymes, voir Nongo.
Ne doit pas être confondu avec Nongo-Peulh.
Nongo est une localité située dans le département de Barsalogho de la province du Sanmatenga dans la région Centre-Nord au Burkina Faso.

## Éducation et santé
Le centre de soins le plus proche de Nongo est le centre médical avec antenne chirurgicale (CMA) de Barsalogho tandis que le centre hospitalier régional (CHR) se trouve à Kaya.
L'école primaire se trouve à Nongo-Peulh.